# Catablema multicirratum
Catablema multicirratum är en nässeldjursart som beskrevs av Kamakiche Kishinouye 1910. Catablema multicirratum ingår i släktet Catablema och familjen Pandeidae. Inga underarter finns listade i Catalogue of Life.